# Sound of Falling
Sound of Falling (tyska: In die Sonne schauen) är en tysk dramafilm, som hade premiär den 14 maj 2025 på Cannes Film Festival. Filmen är regisserad av Mascha Schilinski som även skrivit filmens manus tillsammans med Louise Peter.

## Handling
Filmen handlar om fyra flickor (Alma, Erika, Angelika och Lenka) som tillbringar sin ungdom på samma gård i norra Tyskland. I takt med att hemmet förändras under ett sekel dröjer dåtidens ekon kvar i dess väggar. Trots att de lever i olika tider börjar deras liv spegla varandra.

## Rollista (i urval)
- Hanna Heckt - Alma
- Lena Urzendowsky - Angelika
- Laeni Geiseler - Lenka
- Susanne Wuest - Emma
- Luise Heyer - Christa
- Lea Drinda - Erika
- Florian Geißelmann - Rainer
- Claudia Geisler-Bading - Irm
- Konstantin Lindhorst - Uwe
- Luzia Oppermann Trudi
- Lucas Prisor - Hannes